# Vota la voce 1996
La 24ª edizione di Vota la voce è andata in onda su Canale 5 da Piazza Grande di Arezzo il 18 settembre del 1996.
Conduttori furono Red Ronnie ed Alba Parietti.
Vincitori dell'edizione furono: Ligabue (miglior cantante maschile), Spagna (miglior cantante femminile), Articolo 31 (miglior gruppo), Marina Rei, Massimo Di Cataldo ed Elio e le Storie Tese (ex aequo miglior rivelazione), Articolo 31 (premio speciale), 883 (premio tournée) e Ligabue (miglior album).

## Cantanti partecipanti
- Eros Ramazzotti - Stella gemella
- Miguel Bosé - Sento che è il tuo nome
- Francesco De Gregori - L'agnello di Dio
- Luca Carboni - Virtuale
- Mark Knopfler - Darling pretty
- Vasco Rossi - Gli angeli
- Neneh Cherry - Woman
- Massimo Di Cataldo - Con il cuore
- Articolo 31 - Tranqi funky
- Laura Pausini - Incancellabile
- Lucio Dalla - Canzone
- Biagio Antonacci - Se è vero che ci sei
- Marina Rei - Noi
- Spagna - Ti amo
- Ligabue - Viva
- Elio e le Storie Tese - La terra dei cachi